# フアンマ・デルガド
フアンマ・デルガド（Juanma Delgado）ことフアン・マヌエル・デルガド・リョリア（スペイン語: Juan Manuel Delgado Lloria、1990年11月17日 - ）は、スペイン・バレンシア出身のプロサッカー選手。Jリーグ・V・ファーレン長崎所属。ポジションはフォワード。
2023年度のJ2得点王(26得点、キャリア初の20点台)。

## 経歴
バレンシアに生まれ、2006年から2009年まで、レバンテUDのユースチームに所属していた。
2009年にFCホベ・エスパニョール・サン・ビセンテに加入し、2011年から2013年まではCDデニアやデポルティーボ・アラベスに所属した。デポルティーボ・アラベス時代にはセグンダ・ディビシオンBで優勝している。
2013年7月10日にギリシャのアステラス・トリポリスFCに加入、9月15日のOFIクレタFC戦でプロ初出場、2014年1月12日のFCプラタニアス戦で移籍後初ゴール。2014年7月1日に同じくギリシャのカロニFCへ加入し、2015年7月1日にはスコットランドのハート・オブ・ミドロシアンFCに3年契約で加入、その後セグンダ・ディビシオン昇格組のUCAMムルシアCFへ期限付き移籍した。自身にとってもクラブにとっても初のセグンダ・ディビシオン挑戦となった。
2017年にJリーグ・V・ファーレン長崎に完全移籍で加入した。登録名はファンマ。本人にとっては初のヨーロッパ圏外のクラブへの移籍である。開幕戦のザスパクサツ群馬戦で、Jリーグ初出場、初得点を記録した。4月29日J2第10節レノファ山口FC戦でハットトリックを記録。本人曰くこれが自身初のハットトリックとなった。最終的にリーグ戦32試合で11得点をマークし、クラブ初のJ1昇格に貢献した。
2018年シーズンも長崎と契約を更新し、
J1では31試合6得点を記録。シーズン終了後、契約満了により退団が発表された。
2019年、J2・大宮アルディージャに加入。なお同シーズンより、登録名をフアンマ・デルガドに変更している。7月13日に開催されたJ2第22節・鹿児島ユナイテッドFC戦でハットトリックを達成する と同時に、シーズン二桁得点も達成した。また、この試合では吉永昇偉、奥抜侃志、茨田陽生も得点を挙げており、この試合で大宮が記録した6得点はクラブ新記録となった。
2020年、アビスパ福岡に完全移籍加入。
2023年、V・ファーレン長崎に完全移籍で復帰した。第5節までは無得点だったが、6節にハットトリックを決めた。加入1年目ながらチームのエースに君臨し、自己最高記録だった13得点を大幅に更新する26得点を記録して、J2得点王を受賞した。
2025年5月11日のJ2第15節・モンテディオ山形戦で後半9分に相手選手と交錯した際に、右肘で相手を突き放そうとして当ててしまいレッドカードで退場処分。Jリーグからは3試合の出場停止と罰金15万円の処分が下された。

## 人物
V・ファーレン長崎のチームメイトである田中輝希によると、勝手に自分の携帯でインパクトの大きい自撮りをしていたところから、「見た目はいかついがお茶目な男」である。
好きな映画は親愛なるきみへ。
サッカーで参考にしているプレーヤーはフェルナンド・トーレス。
小さい頃から好きなチームとしてレアル・マドリードをあげている。また、好きな選手はイスコである。
子供の頃好きだった選手は、クラウディオ・ロペス。
長崎のチームに所属していることもあり、長崎原爆資料館に行ったことがある。本人は、印象的だったと語っている。

## 個人成績
| 国内大会個人成績 | 国内大会個人成績       | 国内大会個人成績 | 国内大会個人成績 | 国内大会個人成績                       | 国内大会個人成績 | 国内大会個人成績 | 国内大会個人成績 | 国内大会個人成績 | 国内大会個人成績 | 国内大会個人成績 | 国内大会個人成績 |
| 年度             | クラブ                 | 背番号           | リーグ           | リーグ戦                               | リーグ戦         | リーグ杯         | リーグ杯         | オープン杯       | オープン杯       | 期間通算         | 期間通算         |
| 年度             | クラブ                 | 背番号           | リーグ           | 出場                                   | 得点             | 出場             | 得点             | 出場             | 得点             | 出場             | 得点             |
| スペイン         | スペイン               | スペイン         | スペイン         | リーグ戦                               | リーグ戦         | 国王杯           | 国王杯           | オープン杯       | オープン杯       | 期間通算         | 期間通算         |
| ---------------- | ---------------------- | ---------------- | ---------------- | -------------------------------------- | ---------------- | ---------------- | ---------------- | ---------------- | ---------------- | ---------------- | ---------------- |
| 2009-10          | ホベ・エスパニョール   |                  | テルセーラ       |                                        |                  |                  |                  | -                | -                |                  |                  |
| 2010-11          | ホベ・エスパニョール   |                  | テルセーラ       |                                        |                  |                  |                  | -                | -                |                  |                  |
| 2011-12          | デニア                 |                  | セグンダB        | 26                                     | 2                |                  |                  | -                | -                | 26               | 2                |
| 2012-13          | アラベス               |                  | セグンダB        | 27                                     | 7                | 1                | 1                | -                | -                | 28               | 8                |
| ギリシャ         | ギリシャ               | ギリシャ         | ギリシャ         | リーグ戦                               | リーグ戦         | リーグ杯         | リーグ杯         | エラーダス杯     | エラーダス杯     | 期間通算         | 期間通算         |
| 2013-14          | アステラス・トリポリス | 19               | スーパーリーグ   | 30                                     | 5                | -                | -                | 4                | 0                | 34               | 5                |
| 2014-15          | カロニ                 | 51               | スーパーリーグ   | 26                                     | 7                | -                | -                |                  |                  | 26               | 7                |
| スコットランド   | スコットランド         | スコットランド   | スコットランド   | リーグ戦                               | リーグ戦         | S・リーグ杯      | S・リーグ杯      | スコティッシュ杯 | スコティッシュ杯 | 期間通算         | 期間通算         |
| 2015-16          | ハーツ                 | 19               | プレミアシップ   | 33                                     | 12               | 4                | 1                | 2                | 0                | 39               | 13               |
| スペイン         | スペイン               | スペイン         | スペイン         | リーグ戦                               | リーグ戦         | 国王杯           | 国王杯           | オープン杯       | オープン杯       | 期間通算         | 期間通算         |
| 2016-17          | UCAMムルシア           | 18               | セグンダ         | 10                                     | 2                | 3                | 1                | -                | -                | 13               | 3                |
| 日本             | 日本                   | 日本             | 日本             | リーグ戦                               | リーグ戦         | リーグ杯         | リーグ杯         | 天皇杯           | 天皇杯           | 期間通算         | 期間通算         |
| 2017             | 長崎                   | 9                | J2               | 32                                     | 11               | -                | -                | 0                | 0                | 32               | 11               |
| 2018             | 長崎                   | 9                | J1               | 31                                     | 6                | 1                | 1                | 1                | 0                | 33               | 7                |
| 2019             | 大宮                   | 22               | J2               | 40                                     | 13               | -                | -                | 1                | 0                | 41               | 13               |
| 2020             | 福岡                   | 9                | J2               | 34                                     | 8                | -                | -                | -                | -                | 34               | 8                |
| 2021             | 福岡                   | 9                | J1               | 27                                     | 5                | 3                | 1                | 2                | 0                | 32               | 6                |
| 2022             | 福岡                   | 9                | J1               | 31                                     | 4                | 11               | 3                | 1                | 1                | 43               | 8                |
| 2023             | 長崎                   | 9                | J2               | 36                                     | 26               | -                | -                | 0                | 0                | 36               | 26               |
| 2024             | 長崎                   | 9                | J2               | 34                                     | 10               | 5                | 2                | 3                | 4                | 42               | 16               |
| 2025             | 長崎                   | 9                | J2               |                                        |                  |                  |                  |                  |                  |                  |                  |
| 通算             | スペイン               | スペイン         | セグンダ         | 10                                     | 2                | 3                | 1                | -                | -                | 13               | 3                |
| 通算             | スペイン               | スペイン         | セグンダB        | 53                                     | 9                | 1                | 1                | -                | -                | 54               | 10               |
| 通算             | スペイン               | スペイン         | テルセーラ       | \|\|\|\|\|\|\|\|colspan="2"\|-\|\|\|\| |                  |                  |                  |                  |                  |                  |                  |
| 通算             | ギリシャ               | ギリシャ         | スーパーリーグ   | 56                                     | 12               | -                | -                | 4                | 0                | 60               | 12               |
| 通算             | スコットランド         | スコットランド   | プレミアシップ   | 33                                     | 12               | 4                | 1                | 2                | 0                | 39               | 13               |
| 通算             | 日本                   | 日本             | J1               | 89                                     | 15               | 15               | 5                | 4                | 1                | 108              | 21               |
| 通算             | 日本                   | 日本             | J2               | 176                                    | 68               | 5                | 2                | 4                | 4                | 185              | 74               |
| 総通算           | 総通算                 | 総通算           | 総通算           | \|\|\|\|\|\|\|\|\|\|\|\|\|\|           |                  |                  |                  |                  |                  |                  |                  |

その他公式戦
- スーパーリーグプレーオフ 
  - 2013-14 4試合0得点

公式戦におけるその他の記録
- Jリーグ初出場 - 2017年2月26日 J2第1節 ザスパクサツ群馬戦 (トランスコスモススタジアム長崎)
- Jリーグ初得点 - 2017年2月26日 J2第1節 ザスパクサツ群馬戦 (トランスコスモススタジアム長崎)
- ハットトリック
  - 2017年4月29日 J2第10節 レノファ山口FC戦 (維新百年記念公園陸上競技場)
  - 2019年7月13日 J2第22節 鹿児島ユナイテッドFC戦 (NACK5スタジアム大宮)

## タイトル

### チーム
- 2012-2013 セグンダ・ディビシオンB

### 個人
- J2リーグ・得点王（2023年）[16]
- J2リーグ・ベストイレブン（2023年）[16]
- J2リーグ・月間MVP：1回（2023年4月）